# Live in Paris at the Gibus
Live in Paris at the Gibus ist ein Jazzalbum von Sun Ra and His Intergalactic Space Research Arkestra. Die im Oktober 1973 im Pariser Club Gibus entstandenen Aufnahmen erschienen Ende 1973 als Langspielplatte in Frankreich auf Atlantic Records, als Compact Disc im Juni 2003 auf dem italienischen Reissue-Label Universe.

## Hintergrund
Der Livemitschnitt aus dem Pariser Veranstaltungsort Gibus entstand im Verlaufe einer Europatournee, bei der das Sun Ra Arkestra u. a. in Finnland (Helsinki 1971-The Complete Concert and Interview), Frankreich (mit weiteren Gastspielen im Théâtre du Châtelet am 29. November 1971; erschienen auf The Paris Tapes, in einem nur zur Hälfte gefüllten Paris und in einer Diskothek in Nancy) und Dänemark gastierte, um danach im Dezember 1971 in Kairo aufzutreten (Live in Egypt 1).
Mit Sun Ra (Orgel, elektrisches Vibraphon, Synthesizer, Gesang) spielte das Arkestra in seiner Stammbesetzung mit Akh Tal Ebah, John Gilmore, Marshall Allen, Danny Davis, Danny Ray Thompson, James Jacson, Eloe Omoe und weiteren Musikern, Vokalisten, außerdem einem Feuerschlucker (Math Samba) und Tänzer. Dargeboten wurden vorwiegend Eigenkompositionen Sun Ras, beginnend mit „Spontaneous Simplicity“, gefolgt von „Lights on a Satellite“, „Ombre Monde“ (alias „Shadow World“), darin eingebettet Jelly Roll Mortons „King Porter Stomp“, in einem Arrangement, das an seine Arbeit für Fletcher Henderson erinnert. Der Mitschnitt endet mit den beiden Vokalnummern „Salutations from the Universe“ und „Calling Planet Earth“.
Die CD-Ausgabe des Albums von Universe enthält als Bonustracks drei Titel des Albums Discipline 27/II, „Discipline 8“, „Neptune“ und
„Discipline 27-II“.

## Titelliste
- Sun Ra: Live in Paris at the Gibus (Atlantic 40540)[5]

1. Spontaneous Simplicity	4:00
2. Lights on a Satellite	5:25
3. Ombre Monde 2	12:15
4. King Porter Stomp (Jelly Roll Morton) 2:50
5. Salutations from the Universe	14:53
6. Calling Planet Earth	1:22

Wenn nicht anders vermerkt, stammen die Kompositionen von Sun Ra.

## Rezeption
Nach Ansicht von Richard Cook und Brian Morton, die das Album in The Penguin Guide to Jazz mit drei Sternen auszeichneten, das Album stamme aus der geschäftigsten und fruchtbarsten Zeit in Sun Ras Karriere seit den 1950er-Jahren. Ein gewisser Kultstatus habe Arkestra-Auftritte zu einem großen Anziehungspunkt gemacht, und in Europa sei seine eklektische Mischung aus Free Jazz und Swing kaum mit einem Murren aufgenommen worden. Wie üblich gebe es viel Gesang und rege Geschäftigkeit auf der Bühne, was auf Platte nicht ganz rüberkomme, aber die Version von „Spontaneous Simplicity“ zu Beginn des Mitschnitts sei eine hervorragende Anzahlung auf das, was folgen sollte.
Lindsay Planer verlieh dem Album in Allmusic vier Sterne und schrieb, der Mitschnitt sei nicht nur durchweg inspiriert, sondern das Repertoire enthalte einige interessante Abwechslungen, darunter wegweisende Beispiele von Ra sowohl als Performer als auch als unvergleichlicher Arrangeur. Das wirklich phänomenale Cover von Jelly Roll Mortons „King Porter Stomp“ sei eine progressive Partitur, die auf der Arbeit von Fletcher Hendersons definitiver Version aufbaue. Die kompakte Präsentation des Arkestra ist überwältigend und durch Sun Ras komplexe Partitur würde man diese makellose Wiedergabe für fast unmöglich halten. Sun Ra biete schließlich auf „Salutations From the Universe“ einen lautstarken kosmischen Gruß an, der in einem Ansturm des gesamten Ensembles aufgewirbelt werde. Sun Ras kraftvolle Keyboards würden von einigen scharfen und prägnanten Beiträgen des Arkestra konterkariert. Dies gehe in den segensreichen „Calling Planet Earth“-Gesang über, der Free-Jazz-Wahnsinn in seiner effektivsten Form darstelle.